# زیردریایی کلاس-بی (نروژ)
زیردریایی کلاس-بی (نروژ) (به انگلیسی: Norwegian B-class submarine) یک کلاس از زیردریایی است که طول آن 51 m می‌باشد.